# Zwart porseleinhoen
Het zwart porseleinhoen (Zapornia flavirostra synoniem: Amaurornis flavirostra) is een vogel uit de familie van de rallen (Rallidae). Deze soort komt voor in een groot deel van Sub-Saharisch Afrika.

## Kenmerken
De vogel is 19 tot 23 cm lang en weegt gemiddeld 81 g (vrouwtjes) en 96,5 g (mannetjes). Het mannetje is iets zwaarder, maar verder is geen verschil. De vogel is geheel zwart, in het veld lijkt dit zeer donkergrijs, van dichtbij is er een olijfkleurige, bruine waas over het verenkleed. In het broedkleed is de snavel geel en de poten rood. De iris is ook rood. Buiten de broedtijd zijn de poten wat doffer van kleur. Onvolwassen vogels zijn dofbruin en hebben een donkere snavel en poten.

## Verspreiding en leefgebied
Deze soort komt wijdverspreid voor in Afrika bezuiden de Sahara. Het leefgebied bestaat uit een groot aantal typen zoetwatermoerassen. De belangrijkste voorwaarde is jaarrond de aanwezigheid van water en begroeiing met hoge soorten gras, riet en waterplanten zoals waterlelies. In droge gebieden komt deze ral soms voor bij zeer kleine begroeide waterlopen. Het leefgebied ligt meestal onder de 1200 m boven de zeespiegel, maar in KwaZoeloe-Natal ook tot op 3000 m.

## Status
Het zwart porseleinhoen heeft een groot verspreidingsgebied en daardoor is de kans op de status  kwetsbaar (voor uitsterven) gering. De grootte van de wereldpopulatie werd in 2012 ruw geschat op 1 miljoen individuen.  Om deze redenen staat deze porseleinhoen als niet bedreigd op de Rode Lijst van de IUCN. Over trends is niet bekend.